# Volejbol'nyj klub Avtomobilist
Il Volejbol'nyj klub Avtomobilist (in russo волейбольный клуб Автомобилист?) è un club di pallavolo maschile russo, con sede a San Pietroburgo: milita nel campionato russo di Vysšaja liga A.

## Storia
Lo Spartak Leningrado venne fondato nel 1935, e fu uno dei primi club a prendere parte al nuovo campionato sovietico. Le prime vittorie giunsero alla fine degli anni trenta, con la vittoria di due campionati consecutivi. Gli anni del dopoguerra furono avari di soddisfazione, e la vittoria nel campionato nazionale ritornò solamente nel 1957.
Una rivoluzione societaria avvenne nel 1970: oltre al cambio di denominazione vennero sostituiti vertici e squadra, affidata a Vjačeslav Zajcev. Il nuovo corso riportò l'Avtomobilist Leningrado nelle posizioni di vertice, arrivando diverse volte al secondo e al terzo posto del campionato nazionale. Negli anni '80 prese parte alle competizioni europee minori, riuscendo a vincere due volte (ed entrambe consecutivamente) la Coppa delle Coppe e la Coppa CEV.
Dopo la caduta dell'Unione Sovietica la squadra si cimentò nel nuovo campionato russo, che riuscì a vincere nel 1992 e nel 1992-93. L'anno successivo fu macchiato da una tragedia: il 20 dicembre 1994 l'allenatore due volte campione di Russia Zinovij Čërnyj morì, stroncato da un attacco cardiaco nel tunnel degli spogliatoi durante la partita contro il Volejbol'nyj klub Iskra Odincovo.
L'ultimo risultato di rilievo è la sconfitta in finale di Coppa di Russia nel 1995, mentre negli anni recenti è retrocessa nella seconda serie nazionale.

## Palmarès
- Campionato sovietico: 3

1938, 1939, 1957
- Coppa dell'Unione Sovietica: 2

1983, 1989
- Campionato russo: 2

1992, 1992-93
- Coppa delle Coppe: 2

1981-82, 1982-83
- Coppa CEV: 2

1987-88, 1988-89

## Denominazioni precedenti
- 1935-1969 Volejbol'nyj klub Spartak Leningrad
- 1970-2000 Volejbol'nyj klub Avtomobilist
- 2000-2005 Volejbol'nyj klub Baltika
- 2005-2008 Volejbol'nyj klub Spartak Sankt-Peterburg